# 皮特曼山

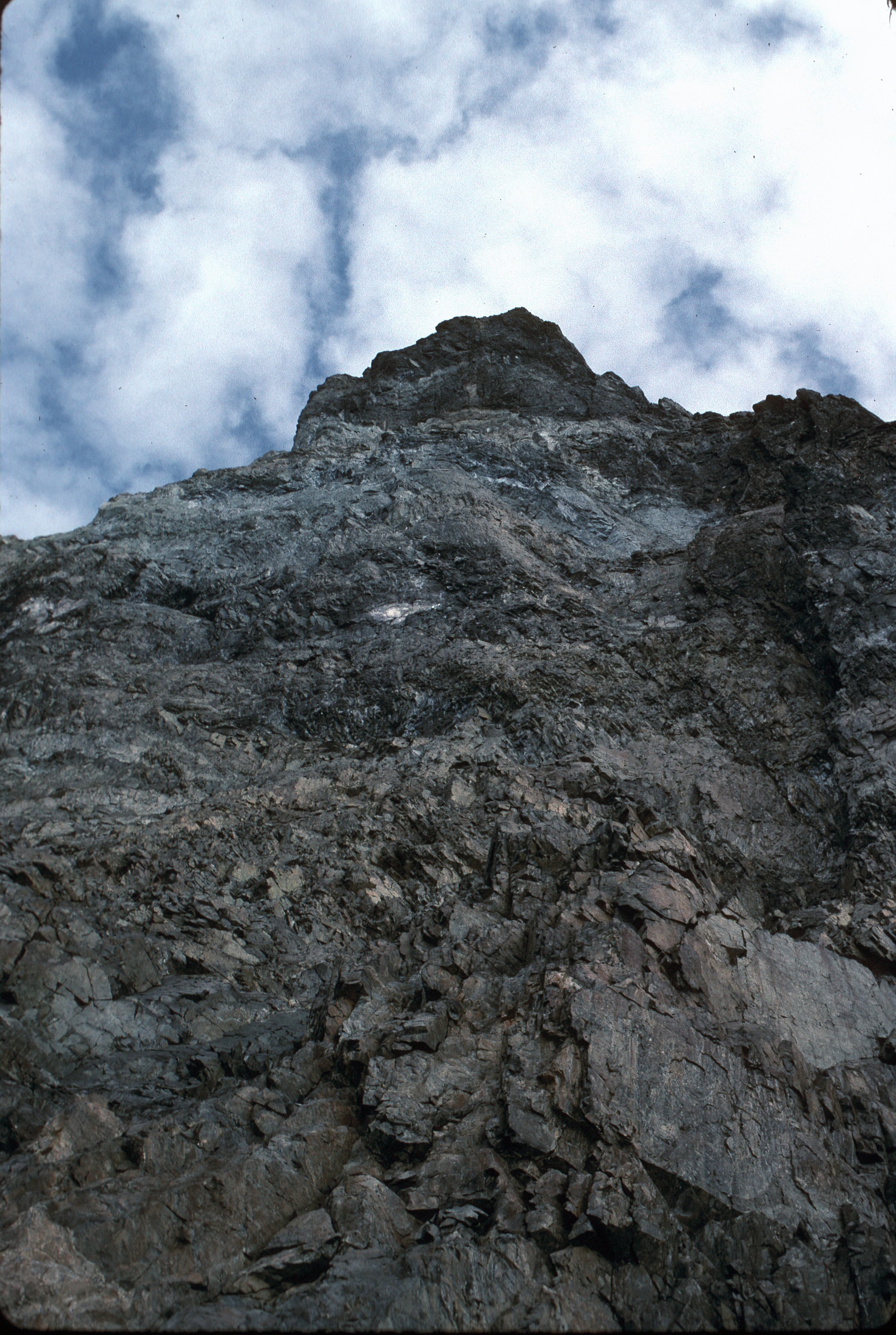

皮特曼山（英語：Mount Pitman），是南極洲的山峰，位於帕爾默地西岸，由2座山峰組成，海拔高度1,830米，由英國南極名稱諮詢委員會以地球物理學家命名，現時由南極條約體系管理。